# مقاطعة ميلر (جورجيا)
مقاطعة ميلر (بالإنجليزية: Miller County)‏ هي إحدى المقاطعات في ولاية جورجيا في الولايات المتحدة الأمريكية.

## أعلام
- جون أنغلين